# Араухо, Норберто Карлос
Норбе́рто Ка́рлос Арау́хо (исп. Norberto Carlos Araujo; род. 13 октября 1978[…], Росарио, Санта-Фе) — эквадорский футболист аргентинского происхождения, центральный защитник; тренер. Наиболее известен по выступлениям за эквадорский клуб ЛДУ Кито, с которым выиграл ряд внутренних и международных титулов. На протяжении многих лет был капитаном команды.

## Биография
Начал карьеру в Финляндии в 1996 году. Сменив пять клубов в Аргентине и Перу, в 2007 году попал в эквадорский ЛДУ.
В розыгрыше Кубка Либертадорес 2008, когда ЛДУ Кито впервые в своей истории выиграл самый престижный международный турнир Южной Америки, Норберто Араухо был одним из ключевых игроков в обороне. В команде ЛДУ также выступал полузащитник-однофамилец Араухо — Вильям, эквадорец по рождению.
В декабре 2010 года Норберто Араухо закончил все процедуры по оформлению гражданства Эквадора. С тех пор он получил право выступать за национальную сборную этой страны, поскольку в сборную Аргентины его никогда не вызывали.
В сборной Эквадора дебютировал 25 июня 2011 года в товарищеском матче против сборной Мексики. Затем Норберто провёл все три встречи группового этапа Кубка Америки, которые сыграла сборная.
В 2017 году 39-летний Араухо провёл последний сезон в составе ЛДУ, после чего покинул команду по обоюдному согласию сторон.

## Достижения
- Чемпион Перу (2): 2005, 2006
- Чемпион Эквадора (2): 2007, 2010
- Обладатель Кубка Либертадорес (1): 2008
- Обладатель Южноамериканского кубка (1): 2009
- Финалист Южноамериканского кубка (1): 2011
- Обладатель Рекопы (2): 2009, 2010